# Calleth You, Cometh I
Calleth You, Cometh I è un singolo del gruppo musicale svedese The Ark, pubblicato nel 2002 ed estratto dall'album In Lust We Trust.

## Tracce
1. Calleth You, Cometh I
2. Power to Change